# Cassandra (denktank)
Cassandra was een Vlaamse politieke denktank en studiecentrum voor de politieke partij Lijst Dedecker.

## Geschiedenis
Op 8 november 2006 begon de rechts-liberale politicus Jean-Marie Dedecker met Cassandra als een politiek project. De statuten van de vereniging gaven een duidelijk klassiek-liberaal imago weer, met aandacht voor economische vrijheid, beperkte, maar weerbare overheid en respect voor de fundamenten van de westerse beschaving. De denktank was opgedeeld in vijftien werkgroepen die zich elk bezighielden met verschillende beleidsterreinen.
In februari 2010 werd de vereniging opgeheven. Voorzitter Boudewijn Bouckaert richtte in 2010 met enkele oud-leden van Cassandra en Nova Civitas de nieuwe denktank Libera! op.